# Майборода, Николай Яковлевич
Николай Яковлевич Майборода (22 мая 1923 года — 27 августа 2000 года) — старший сержант, разведчик взвода пешей разведки 343-го стрелкового полка 38-й стрелковой дивизии 35-го гвардейского стрелкового корпуса 27-й армии 2-го Украинского фронта, полный кавалер Ордена Славы (1993).

## Биография
Родился 22 мая 1923 года в селе Ореховец ныне Сквирского района Киевской области в семье служащего.
Образование неполное среднее, работал в колхозе. В декабре 1943 года был призван в РККА, с января 1944 года находился на фронтах Великой Отечественной войны.
10 мая 1944 года во время боёв на территории Румынии, будучи рядовым стрелковой роты 343-го стрелкового полка 38-й стрелковой дивизии 40-й армии 2-го Украинского фронт, в бою в районе села Лунки первым ворвался во вражескую траншею и сразил из ручного пулемета более 10 солдат противника. Овладев новым рубежом, рядовой Майборода обеспечил огневое прикрытие наступления своего подразделения, что позволило успешно выполнить боевую задачу. Приказом командира 38-й стрелковой дивизии от 12 июня 1944 года красноармеец Майборода Николай Яковлевич награжден орденом Славы 3 степени.
8 сентября 1944 года, будучи командиром отделения стрелковой роты того же полка в звании старшего сержанта, в бою за населённый пункт Даму-Патак вместе со своими бойцами внезапно атаковал противника, выбил его из траншеи и уничтожил до 20 солдат противника, лично уничтожив 6 вражеских пехотинцев. Приказом командира 38-й стрелковой дивизии от 30 ноября 1944 года награждён вторым орденом Славы 3 степени, 8 мая 1993 года приказом министра обороны Украины перенаграждён орденом Славы 1 степени.
В период с 17 сентября по 8 октября 1944 года, будучи разведчиком взвода пешей разведки того же полка, при разведке переднего края противника из личного оружия уничтожил более 10 солдат противника и двоих вражеских солдат захватил в плен. Приказом командующего войсками 2-го Украинского фронта от 30 апреля 1945 года награждён орденом Славы 2 степени.
После войны продолжил военную службу, 12 апреля 1976 года уволен с воинской службы в звании прапорщика. После увольнения с воинской службы работал электриком на Харьковском тракторном заводе. Жил в Харькове.
Умер 27 августа 2000 года.